# Royal Aircraft Factory F.E.8
O Royal Aircraft Factory F.E.8 foi um caça britânico monoposto da Primeira Guerra Mundial projetado na Royal Aircraft Factory. 
O F.E.8 não conseguiu escapar da deficiência de arrasto imposta por sua estrutura de cauda e não foi páreo para os caças Albatros do final de 1916.

## Projeto e desenvolvimento
O F.E.8 foi um dos primeiros aviões "batedores" britânicos, projetado desde o início como um caça monoposto. Na ausência de um mecanismo sincronizador para permitir uma metralhadora de disparo frontal como o S.E.2 de configuração por tração, o F.E.8 foi concebido na configuração por impulsão.
No geral, o novo design, produzido por uma equipe liderada por John Kenworthy, seguiu o layout convencional "Farman", assim como o concorrente Airco DH.2 projetado por Geoffrey de Havilland, que também havia trabalhado anteriormente na Royal Aircraft Factory - mas tinha algumas características novas.

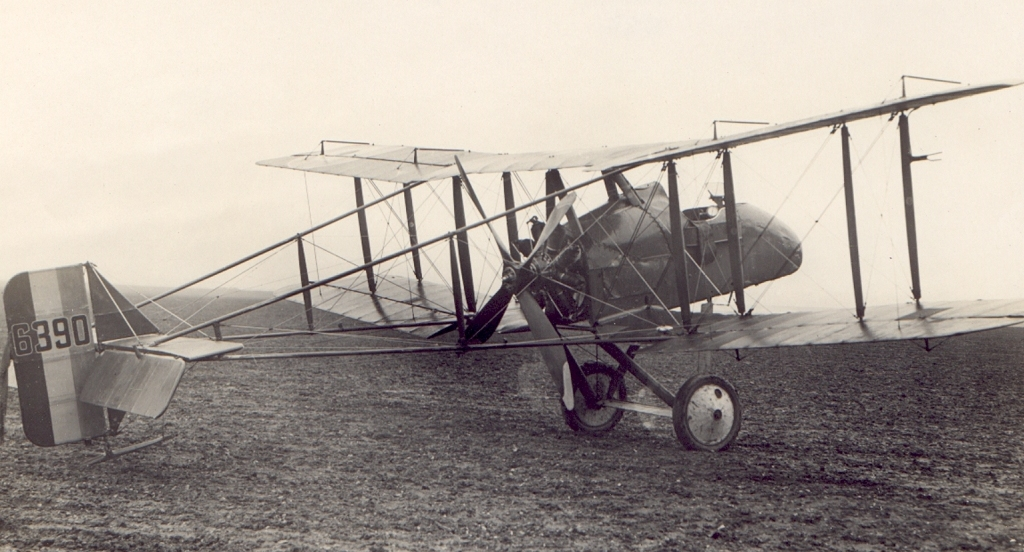
Royal Aircraft Factory F.E.8.

A nacele era uma estrutura toda em metal – sendo emoldurada em tubo de aço e coberta com duralumínio. Os protótipos foram equipados com grandes "spinners" aerodinâmicos no cubo da hélice, embora estes tenham sido logo removidos, e os F.E.8 de produção foram construídos sem eles. As asas tinham uma "corda" estreita, dando-lhes uma alta proporção. Eles apresentavam diedro externo da ampla seção central, e os ailerons eram de extensão incomumente longa – ocupando toda a borda de fuga da asa externa das longarinas de cauda. As longarinas de cauda foram presas à longarina principal do plano de cauda, em vez do poste do leme, dando-lhes afunilamento na elevação lateral e não no plano, como foi feito com o "DH.2". Isso permitiu a instalação de um plano de cauda de incidência variável, embora este não fosse ajustável em voo, mas apenas no solo. Um único motor giratório Gnome 9 "Type B2" Monosoupape de 100 hp (75 kW) acionando uma hélice de quatro pás impulsionando a aeronave, com a capacidade de utilizar o motor giratório Le Rhône 9C menos potente de 80 hp (60 kW) também de nove cilindros.
Seu primeiro voo foi feito em 15 de outubro de 1915 e o piloto de testes ficou satisfeito com o manuseio da aeronave. A aeronave foi então armada com uma única metralhadora Lewis, que foi originalmente montada em um suporte móvel dentro do nariz da nacele, com a culatra da metralhadora quase aos pés do piloto. Isso se mostrou estranho na prática, e nas máquinas de produção a arma era montada diretamente na frente do piloto, à maneira do "D.H.2". Outras mudanças necessárias antes que a aeronave entrasse em produção incluíam combustível extra para combater as críticas do comandante do "Royal Flying Corps" na França, Hugh Trenchard, de que o alcance do F.E.8 era muito curta. O novo caça não foi uma grande melhoria em relação ao "D.H.2" – embora um pouco mais rápido, era um pouco menos manobrável. No entanto, foi encomendado para produção da Darracq Motor Engineering Company e da Vickers. Nenhum fabricante entregou seus F.E.8 rapidamente, de modo que o tipo só chegou à frente de batalha em maior número seis meses após o "D.H.2".

## Histórico operacional

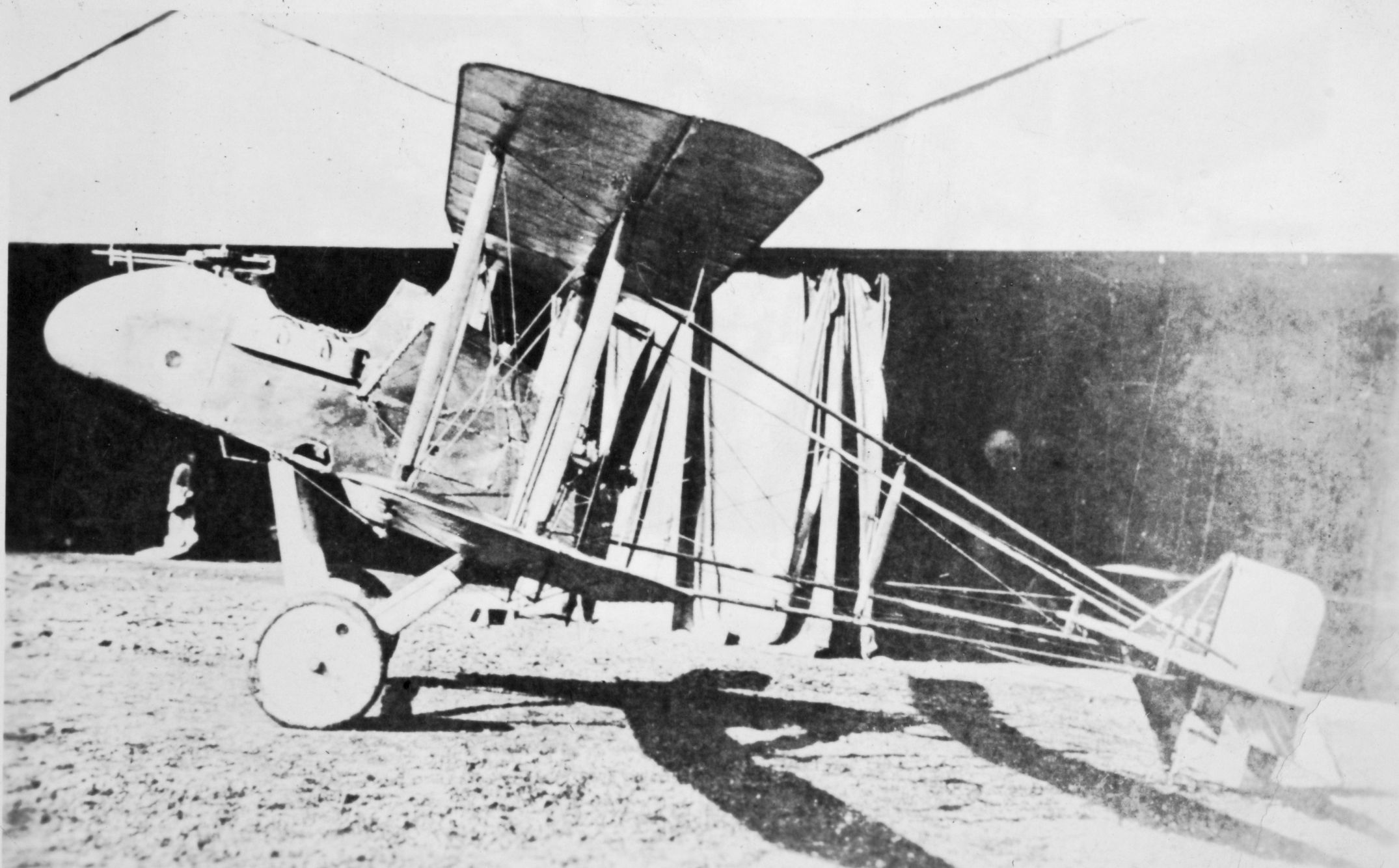
Royal Aircraft Factory F.E.8 em serviço.

O segundo protótipo tinha um spinner montado quando foi enviado ao Esquadrão 5 do RFC em Abeele para avaliação em 26 de dezembro de 1915, mas foi removido em janeiro de 1916. Tornou-se a aeronave quase exclusiva do capitão Frederick Powell.
Alguns F.E.8 de produção inicial foram brevemente usados pelo Esquadrão 29 do RFC ao lado de seus "DH.2" em junho de 1916, mas foi só em agosto que o Esquadrão 40 do RFC se tornou totalmente operacional no tipo. A única outra unidade a ser completamente equipada com o tipo, o Esquadrão 41 do RFC, chegou à França em outubro.
Depois de um começo bastante bom, as unidades de F.E.8 rapidamente tiveram problemas com os novos caças alemães. O único ás utilizando o F.E.8 foi Edwin Benbow, que foi creditado por abater um caça alemão em 6 de março de 1917, provavelmente o de Manfred von Richthofen, que fez um pouso forçado com um tanque de combustível furado e escapou por pouco da incineração.
Apenas três dias depois, em 9 de março, o "Esquadrão 40" estava novamente envolvido com a "Jagdstaffel 11", quando nove F.E.8 foram confrontados por cinco Albatros D.III liderados por Richthofen. Quatro F.E.8 foram abatidos, outros quatro gravemente danificados, e o sobrevivente pegou fogo ao pousar. Após este desastre, o "Esquadrão 40" foi reequipado com o Nieuport 17, mas o "Esquadrão 41" manteve seus F.E.8 até julho de 1917 - tornando-se o último esquadrão equipado com caças monopostos por impulsão na França, usando-os para tarefas de ataque ao solo durante a Batalha de Messines.
Dois F.E.8 foram enviados para unidades de defesa doméstica em 1917, mas o tipo não foi adotado como caça de defesa doméstica.

## Reproduções

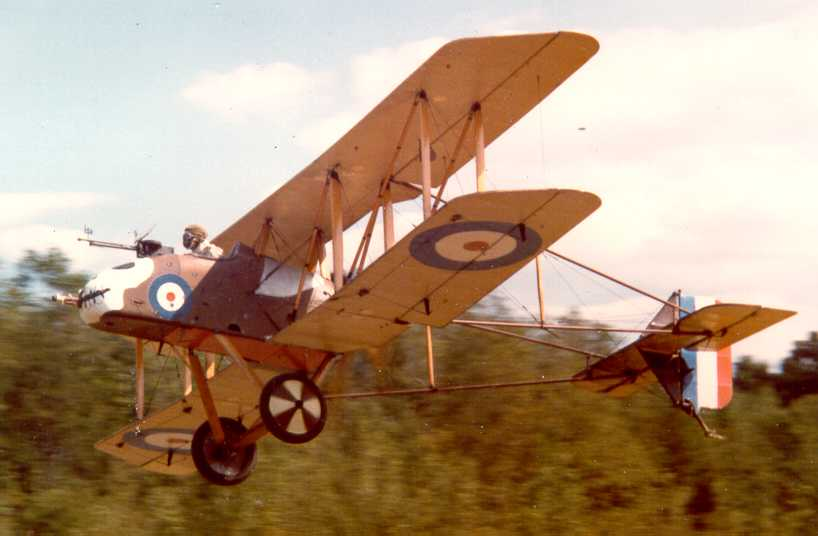
Uma reprodução do F.E.8 de Cole Palen
em voo no Old Rhinebeck.

O fundador do "Old Rhinebeck Aerodrome", Cole Palen, construiu a primeira reprodução aeronavegável conhecida de um F.E.8, que se acredita ter voado pela primeira vez em 1970 no "Old Rhinebeck" com um motor giratório Le Rhône 9C de 80 hp. Ele voou nos shows aéreos de fim de semana no "Old Rhinebeck" por vários anos, antes de ser aposentado. Atualmente, está emprestado ao "National Air and Space Museum" da Smithsonian.
O "Owls Head Transportation Museum" no Maine tem outra reprodução do F.E.8 em sua coleção, alimentada por um moderno motor de pistões opostos refrigerado a ar. Foi construído na Califórnia, antes de ser pilotado pelo país e doado ao Museu na chegada.

## Operadores

Ilustração em três vistas do RAF F.E.8.

Reino Unido
- Royal Flying Corps
  - Esquadrão 5 do RFC
  - Esquadrão 29 do RFC
  - Esquadrão 40 do RFC
  - Esquadrão 41 do RFC

## Especificações (F.E.8 motor Gnome)
Dados de: The Royal Aircraft Factory
Descrições gerais
- Tripulação: 1 piloto
- Comprimento: 7,01 m (23 ft)
- Envergadura: 9,60 m (31 ft)
- Altura: 2,79 m (9,2 ft)
- Área alar: 19,9 m² (214 ft²)
- Peso vazio: 406 kg (895 lb)
- Peso bruto (carregado): 611 kg (1 350 lb)

Motorização
- Número de motores: 1x
- Tipo do motor: Gnome Monosoupape 9 Type B-2 giratório a pistão de 9 cilindros refrigerado a ar
- Potência por motor: 100 hp (74,6 kW)
- Descrição do propulsor/hélice: Hélice de madeira de passo fixo de 4 pás por impulsão

Performance
- Velocidade máxima: 151 km/h (93,8 mph)
- Autonomia: 2:30 hs
- Razão de subida: 3.15 m/s
- Tecto de serviço: 4 400 m (14 400 ft)

Armamentos
- Metralhadoras/canhões: 1 x metralhadora Lewis de .303" (7,7 mm)
- Bombas: bombas leves